# Polheim

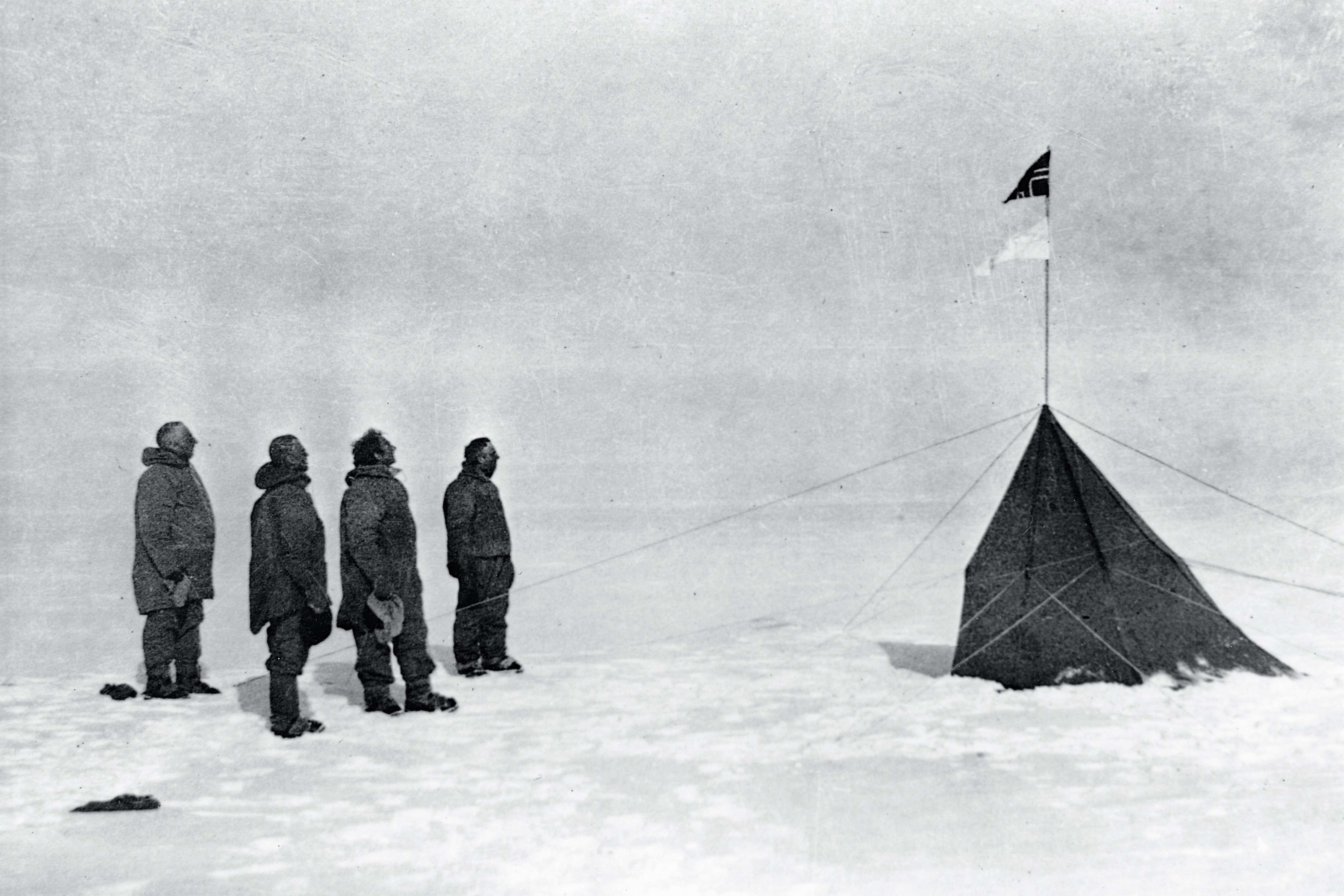
Roald Amundsen (à gauche) et ses compagnons à Polheim en décembre 1911.

Polheim (« Maison du pôle ») a été le nom donné par Roald Amundsen à son camp installé sur le pôle Sud. Ce camp fut construit lors de la première expédition qui a atteint ce pôle. Amundsen y est arrivé le 14 décembre 1911, accompagné de quatre autres membres de son expédition : Helmer Hanssen, Olav Bjaaland, Oscar Wisting, et Sverre Hassel.

## Expédition Amundsen
Lors de la première estimation de la position du pôle Sud, Amundsen a déclaré « Nous vous plantons donc, cher pavillon, sur le pôle Sud, et donnons à la plaine sur laquelle il se trouve le nom de Plateau de Haakon VII ».
En raison des litiges sur les revendications des explorateurs polaires, notamment les revendications de Frederick Cook et Robert Peary à avoir atteint le pôle Nord en premier, Amundsen a mis un soin particulier dans la prise de ses observations polaires.
En approchant le pôle Sud géographique (ou pôle Nord) les méridiens convergent, les mesures donnent donc un degré de longitude de plus en plus petit. Au pôle même, tous les méridiens se rencontrent. Avec les instruments qu'il avait, Amundsen estima qu'il ne pouvait pas déterminer la position du pôle plus précisément qu'un mille marin. Afin de s'assurer qu'il n'y aurait pas de doute que son expédition avait atteint le pôle Sud, il décida de faire tout le tour du pôle pour « encadrer » sa position. Trois membres de l'expédition furent envoyés à partir de la position estimée du pôle, l'un en continuant sur la voie actuelle expédition et deux perpendiculairement à cette direction. Chaque skieur devait continuer 10 milles (environ 16 km) et ériger sur la neige un traîneau de rechange surmonté d'un drapeau noir avec une indication pour aller chercher une note d'Amundsen pour Robert Falcon Scott s'il arrivait. Scott poursuivait en effet la volonté de rejoindre le pôle dans sa propre expédition et arrivera plus d'un mois plus tard.
Amundsen prit l'altitude du Soleil pour fixer encore mieux sa position. Son théodolite endommagé, il fit ces observations avec un sextant. Le Soleil encercla lentement le camp en 24 heures sans jamais se cacher ni se lever. De ces calculs, Amundsen détermina que leur position actuelle était d'environ 5,5 kilomètres du pôle Sud point mathématique. Ce point avait été « encadré » par les skieurs. Le 17 décembre, Amundsen procéda à son estimation de la véritable position du pôle Sud, et prit des observations supplémentaires sur 24 heures avec deux hommes vérifiant chaque observation afin de les confirmer. Ils signèrent entre eux leurs journaux d'observations au cas où certains d'entre eux périraient au retour, dans le but qu'il n'y ait pas de doute quant à l'atteinte du pôle. De ces calculs, ils déterminèrent être encore à 1,5 milles (2,4 km) du pôle et deux hommes furent envoyés ériger des fanions supplémentaires.
Enfin, Amundsen ajouta encore davantage de fanions pour couvrir le reste de la surface. De cette manière, le pôle fut parcouru trois fois en tout.
L'appareil photographique « officiel » de l'expédition ayant été endommagé sur la route pour le pôle, les seules photographies furent prises à partir d'un appareil photographique amateur apporté par Olav Bjaaland, l'un des membres de l'expédition.
Le 18 décembre 1911, l'expédition d'Amundsen quitta Polheim, laissant derrière lui ses tentes de réserve, accompagnées d'une note pour Scott et d'une lettre que Scott devait livrer au Roi Haakon VII, dans le cas où Amundsen ne reviendrait pas. Les deux lettres furent retrouvées plus tard avec les corps de Scott et de ses compagnons qui moururent sur le chemin retour.
Lorsque les calculs d'Amundsen ont été vérifiés, il a été constaté que son dernier camp était dans les 2 500 yards (2,2 km) du pôle Sud mathématique, une réalisation remarquable compte tenu des instruments disponibles. En outre, il a été établi que le membre de l'expédition Helmer Hanssen - l'un des skieurs qui entoura le camp - est venu, lors d'un de ces voyages, dans les 200 yards (180 m) du Pôle Sud mathématique.
Note à Scott :
“Dear Captain Scott, As you  probably are the first to reach this area after us, I will ask you kindly to forward this letter to King Haakon VII. If you can use any of the articles left in the tent please do not hesitate to do so. With kind regards I wish you a safe return. Yours truly, Roald Amundsen.”

## Amundsen-Scott
Depuis, une nouvelle base a été érigée à proximité, il s'agit de la station américaine d'Amundsen-Scott. Elle a été nommée ainsi en l'honneur des deux explorateurs Roald Amundsen et Robert Falcon Scott qui atteignirent le pôle Sud.

## Classement
La tente d'Amundsen est classée monument historique en 2005, sur proposition de la Norvège.